# عمر العقاد (كاتب)
عمر العقاد (مواليد 1982) روائي وصحفي مصري-كندي.

## السيرة
ولد عمر العقاد في القاهرة، مصر، ونشأ في الدوحة، قطر. في سنّ السادسة عشرة، انتقل إلى كندا وأكمل المدرسة الثانوية في مونتريال والدراسة الجامعية في جامعة كوينز في كينغستون (أونتاريو) حصل منها على شهادة في علوم الكمبيوتر. عمل مراسلاً ضمن فريق صحيفة العالم والبريد لمدة عشر سنوات، حيث غطّى الحرب في أفغانستان والمحاكمات العسكرية في معتقل غوانتانامو والربيع العربي في مصر. ارتبط عمله مؤخراً بغرب الولايات المتحدة، حيث غطى حياة السود.
نشرت أولى رواياته بعنوان الحرب الأمريكية عام 2017. حصلت الرواية على مراجعات إيجابية من النقاد، فقد قارنها ناقدة الكتب في نيويورك تايمز ميشيكو كاكوتاني برواية الطريق للكاتب كورماك مكارثي ورواية المؤامرة ضد أمريكا للكاتب فيليب روث. فقد كتبت أن الحوار الميلودرامي يمكن أن يغتفر باستخدام التفاصيل التي تجعل المستقبل الخيالي "يبدو حقيقاً على نحوٍ مقلق". أما صحيفة العالم والبريد فقد وصفتها بالبارعة." سمّيت الرواية ضمن قائمة الروايات المرشحة النهائية لجائزة روجر لكتاب الخيال لعام 2017، ورشحت لجائزة أمازون للرواية الأولى لعام 2018، وحازت جائزة كوبو للكتاب الناشئين. كما اختيرت الرواية إحدى "100 رواية شكلت عالمنا" التي وضعتها بي بي سي ونشرت في نوفمبر 2019.
يعيش عمر العقاد حالياً مع زوجته وابنته في بورتلاند (أوريغون).

## مؤلفات
- الحرب الأمريكية (رواية). نيويورك: ألفرد نوف
- يا له من فردوس غريب (رواية). ترجمتها بثينة الإبراهيم إلى العربية عام 2023.[13]